# تاريخ اتخاذ المحظيات في العالم الإسلامي

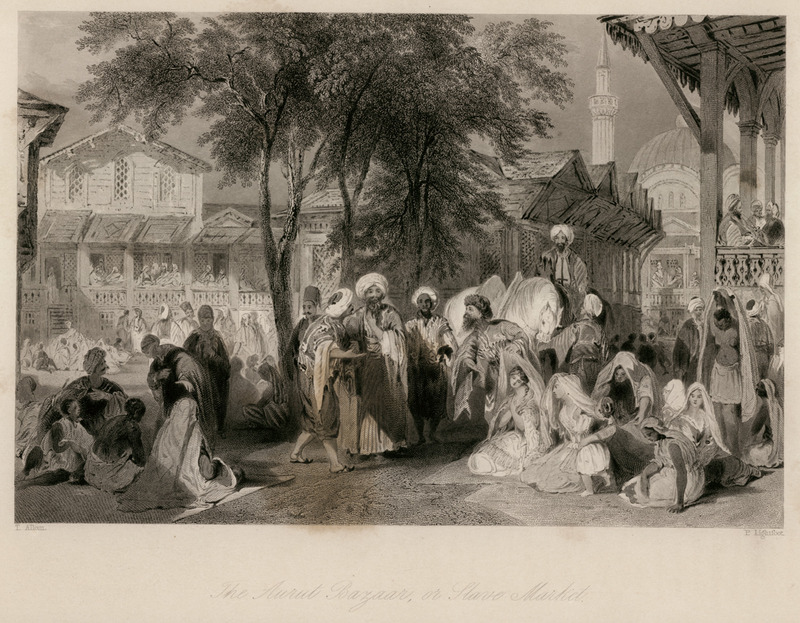
بزار آروت أو سوق الرقيق لوالش روبرت

يشمل تاريخ اتخاذ المحظيات في العالم الإسلامي معاشرة الرجال لامرأة دون زواج، إذ تكون الامرأة أمة، وإن كانت حرة في بعض الأحيان. وإذا أنجبت المحظية طفلًا، فإنها تحصل على مكانة أعلى تُعرف باسم أم الولد.
كان الاستغلال الجنسي للعبيد من قِبل مالكيهم ممارسة شائعة في الشرق الأدنى القديم ومجتمعات البحر الأبيض المتوسط، واستمر في أوساط الديانات الإبراهيمية الثلاث، مع وجود اختلافات قانونية واضحة، منذ العصور القديمة. وللشريعة الإسلامية تفسيرات تقليدية وحديثة: سمحت الأولى للرجال بممارسة الجنس مع إماءهم، في حين أن معظم المسلمين المعاصرين لا يعتبرون العبودية الجنسية أمرًا مقبولًا في العالم الحديث. وكان اتخاذ المحظيات أمرًا شائعًا عند الأمويين والعباسيين والمماليك والعثمانيين والتيموريين والمغول. وتراجعت هذه الممارسة مع إلغاء العبودية.

## الخصائص
غالبًا ما تُصنف ممارسات اتخاذ المحظيات في المجتمعات الإسلامية باعتبارها متغير مستقل. فثمة ثلاثة أنماط ثقافية من اتخاذ المحظيات حسب إحدى التفسيرات: وهو الأوروبي والإسلامي والآسيوي. وصُنف اتخاذ المحظيات أيضًا من ناحية الشكل والوظيفة، واللذان اختلفا في العالم الإسلامي باختلاف الزمان والمكان. وتقدم الموسوعة الدولية للأنثروبولوجيا أربعة نماذج مختلفة من اتخاذ المحظيات، ثلاثة منها تنطبق على الكلمة الإسلامية: «اتخاذ المحظيات النخبوي»، والذي تكون فيه ملكية المحظية مرتبطة في المقام الأول بالمكانة الاجتماعية، كما كان الحال تحت حكم الأمويين؛ وفي حال المحظية الملكية، تصبح المحظيات قرينات للحاكم وتبقي على استمرارية السلالة الملكية وكانت السياسة والإنجاب أمران شديدا الترابط، كما في عهد العباسيين والإمبراطورية العثمانية؛ واتخاذ المحظيات كدور سلطوي ذكوري إذ كانت المحظيات ذوات مكانة دنيا وكان أبناءهن دومًا أدنى منزلة من أبناء الزوجات، مثلما كما كان الحال في سلطنة مغول الهند.
أدى توسع السلالات الإسلامية المختلفة إلى اقتناء المحظيات، من خلال شراءهن، أو تقديمهن هدية من الحكام الآخرين، أو أسرهن في الحروب. وأصبح وجود عدد كبير من المحظيات رمزًا للمكانة. وفي حين مُنح الجنود المسلمين في الفتوحات الإسلامية الأولى أسيراتٍ مكافأةً لهم على المشاركة العسكرية، فقد تكرر شراؤهن لاحقًا بهدف التجارة وسُمح للرجال بامتلاك العديد من المحظيات بقدر ما أمكنهم تحمل تكاليفه. ونظرًا لأن محظيات المتعة كن باهظات الثمن، فقد اقتصرن عادةً على النخب الموسرة.
تمكنت محظيات الحكام الإسلاميين من تحقيق قوة كبيرة، وغالبًا ما تمتعن بمكانة أعلى من الأمات الأخريات. جادل أبو حنيفة وآخرون في توسيع أساليب الاحتشام الإسلامية لتشمل المحظيات، وأوصوا بإيواء المحظية في المنزل وحماية عفتها من الأصدقاء أو الأقارب. وقيدت معظم المدارس الفكرية الإسلامية اتخاذ المحظيات على علاقة يُطلب فيها من الأمة أن تكون أحادية الزواج مع سيدها. وفي حين حث العلماء الأسياد على معاملة إماءهم على قدم المساواة، فقد سُمح للسيد بإظهار التفضيل تجاه المحظية. وأوصى بعض العلماء بإقامة وليمة للاحتفال بالعلاقة مع المحظية، رغم أن تعاليم الإسلام لا تشترطها.
وفي المجتمعات التي تملك العبيد، كانت معظم المحظيات أمات، لكن ليس جميعهن. فعادة ما تُحرر المحظيات في العالم الإسلامي بعد إنجابهن طفلًا، كما هو الحال في نحو ثلث المجتمعات غير الإسلامية التي تمارس العبودية. وفي الثقافة الإسلامية، تُعرف الأمة التي تحمل طفلًا من رجل حر باسم أم الولد، ولا يمكن بيعها، وفي معظم الحالات، يُطلق سراحها بوفاة مالكها. وتُشهَر شرعية أطفال المحظيات في المجتمعات الإسلامية بصفة عامة. وفي أوساط المجتمعات التي لا تُلزِم قانونًا إعتاق المحظيات، غالبًا ما يُنفذ ذلك بأي حال.
ولد جميع الخلفاء العباسيين تقريبًا من محظيات، ظهر أيضًا أن السلاطين العثمانيين فضلوا اتخاذ المحظيات على الزواج، وعلى مدار فترة من الزمن أُنجب جميع الأطفال الملكيين من محظيات. وبمرور الوقت، مارست محظيات الحرم الإمبراطوري درجة كبيرة من التأثير على السياسة العثمانية. ولم تكن قرينات السلاطين، في معظم الأحيان، تركيات ولا مسلمات بالولادة، وقد قيل إن ذلك كان متعمدًا للحد من النفوذ السياسي الذي قد تمتلكه المحظية مقارنة بأميرة أو ابنة من النخبة المحلية. ظهر أيضًا أن السلاطين العثمانيين كان لديهم ابنًا واحدًا فقط من كل محظية، وبعد أن تُنجب المحظية ولدًا، لم يعد بإمكانهم معاشرتها. حد ذلك أيضًا من قوة كل محظية وابن. ومع ذلك، أعدت العديد من المحظيات شبكات اجتماعية وراكمت ثروة شخصية، مما أتاح لهن الارتقاء من ناحية المكانة الاجتماعية. وتراجعت هذه الممارسة مع إلغاء العبودية، بدءًا من القرن التاسع عشر.

## المواقف الشرعية الإسلامية

### الحقوق الاجتماعية
ألزمت الشريعة الإسلامية مالكي العبيد بتزويد إماءهم بالطعام واللباس والمأوى، ومنح الأمة الحماية من الاستغلال الجنسي من قِبل أي شخص ليس مالكها. وإذا أنجبت لسيدها طفلًا، ووافق على نسبه إليه أمكنها الحصول على مكانة أم الولد. وخلافًا لذلك، إذا اشترى شخص امرأة لديها طفل، فلا يمكن فصلهما حتى يبلغ الطفل، حسب ابن أبي زيد، سن السادسة. وفي حين أن المحظيات يمكنهن الترقي إلى مراكز ذات نفوذ، فإن ذلك لم يحميهن قانونًا من العمل القسري والزواج القسري والجنس القسري، وحتى أمات النخبة كن يتعرضن للمتاجرة كالمتاع.
لم يُسمح للإناث في بعض الفترات التاريخية، بصفتهن سلعة جنسية، تغطية أنفسهن على غرار المرأة الحرة. إذ منع الخليفة عمر الإماء من التشبه بالنساء الحرائر ونهى عنهن تغطية وجوههن. ولم يُطلب من الإماء تغطية أذرعهن أو شعرهن أو سيقانهن. وكتب ميرن أن فقهاء المسلمين ألزمن الإماء بتغطية أجسادهن بالكامل (باستثناء الوجه واليدين). ثمة خلاف حول ما أجازه فقهاء المذهب الحنفي: وفقًا لابن عابدين، فإن معظم علماء المذهب الحنفي لم يسمحوا بكشف جسد الأمة (بما في ذلك الصدر أو الظهر)، لكن ميرن كتب أنهم سمحوا بذلك في حالة المشترين المحتملين. وكتبت أميرة بنيسون أنه خلال العصر العباسي، لم يكن بوسع المشترين الذكور عمليًا فحص الإماء عمليًا (باستثناء وجهها ويديها)، ولكن كان بإمكانهم طلب ذلك على يد نساء أخريات.
وفقًا لمكانتهن الأدنى، إذا زنت الأمة، فإنها تتلقى عقوبة أقل من المرأة الحرة. ويمكن أيضًا تداول الإماء بحرية بين العديد من الرجال، مع وجود قيود قليلة واضحة، إن وجدت. وفي حين أن إنجاب طفلٍ من السيد يمكن أن يقود الأمة إلى الحرية، فإن الدافع الذي منحه ذلك للإماء بممارسة الجنس مع أصحابها كان سببًا لمعارضة الزوجات الحرائر باتخاذ المحظيات، وصورت القصص الأخلاقية المبكرة الزوجات على أنهن ضحايا لهذه الممارسة. وفي حين كانت الامرأة المسلمة الحرة تُعتبر شرفًا للرجل، فإن الأمة كانت مجرد ملكية وليست شرفًا للرجل.
يُظهِر الأدب الإسلامي والوثائق القانونية في العصور الوسطى أن هؤلاء الإماء اللاتي كانت الممارسة الجنسية الهدف الأساسي منهن، قد فُصلن في الأسواق عن أولئك المستهدفات بأداء الواجبات المنزلية. واستُخدم مصطلح السُريّة للإشارة إلى الإماء اللاتي حظي أسيادهن بعلاقات جنسية معهن. وتُرجم المصطلح العربي السُريّة على نطاق واسع في الدراسات الغربية إلى «محظية» أو «أمة محظية». وفي نصوص أخرى يشار إليهن بعبارة «إماء المتعة» أو «إماء الجماع». وطالما أن السيد لم يجعل محظيته حبلى فإن وضعها لم يكن آمنًا من ناحية الاتجار بها. وأصبحت العديد من الإماء محظيات لمالكيهن وأنجبن أطفالهم. واستُخدمت أخريات لممارسة الجنس فقط قبل نقل ملكيتهن. وساعد حق الرجال باستخدام وسائل منع الحمل مع الإماء في إحباط الحمل غير المرغوب به. واعترفت الشريعة الإسلامية وعلماء السنة تاريخيًا بفئتين من المحظيات.